# پاول تیکاچ
پاول تیکاچ (انگلیسی: Pavel Tykač؛ زادهٔ ۱۵ مهٔ ۱۹۶۴) سرمایه‌گذار، کارآفرین و سرمایه‌دار اهل جمهوری چک است.